# 斯普林滕峰
72°41′S 3°59′W / 72.683°S 3.983°W
斯普林滕峰是南極洲的山峰，位於東部南極洲的毛德皇后地，屬於博格地塊的一部分，由挪威的製圖師根據測量和空中照片繪入地圖。